# Кирстен Болм
Кирстен Болм  (фрехен, 4. март 1975) је Немачка атлетичарка, чија су специјалност спринтерске трке преко препона. На почетку каријере и у јуниорскок категорији такмичила су скоку удаљ.

## Спортска биографија
Одрасла је у Шеселу. Године 1991. освојила је своју прву националну титулу, када је на јуниорском превенству победила у трци са препонама и скоку удаљ. Следеће године учествује на Светском јуниорском првенству у Сеулу и завршава као пета пета. Године 1944. осваја злато у трци са препонама на Евриопском јуниорском превенству у Лисабону, док је у скоку удаљ била пета.
У сениорској конкуренцију 1999. Болм је друга на немачком првенству чиме обезбеђује пласман на Светско првенство у Севиљи, где је елиминисана у четвртфиналу. Наредне године постала је прва пут првак Немачке. Године 2001. преселила се у Келн. Одбарнила је титулу у Немачкој и учествовала на Светском првенству у Едмонтану. На Европском дворанском првенству 2002. у Бечу, осваја сребрну медаљу на 60 метара са препонама.
Године 2003. прелази у Манхајм код тренера Рудигера Харксена, који је трениро многе немачке атлетичаре, освајаче медаља на олимпијским играма, светским и европским првенствима. Следеће године учествује на Олимпијским играма у Атини. У полуфиналу трке на 100 м са препонама није завршила трку.
Бистен Болм је од 2001. до 2004. студирала психологију на Brigham Young University у Прову (САД). По завршетку спортске каријере студије психологије завршила је на Универзитету у Хајделбергу, где је дипломирала 2009. године.

## Значајнији резултати
| Датум   | Такмичење                    | Место                           | Пласман | Дисциплина    | Резултат | Детаљи |
| Немачка | Немачка                      | Немачка                         | Немачка | Немачка       | Немачка  |        |
| ------- | ---------------------------- | ------------------------------- | ------- | ------------- | -------- | ------ |
| 1992    | Светско јуниорско првенство  | Сеул, Јужна Кореја              | 5       | 100 м препоне |          |        |
| 1994    | Светско јуниорско првенство  | Лисабон, Португалија            |         | 100 м препоне | 13,26    |        |
| 2002    | Европско првенство у дворани | Беч, Аустрија                   |         | 60 м препоне  | 7,97     |        |
| 2005    | Европско првенство у дворани | Мадрид, Шпанија                 |         | 60 м препоне  | 8,00     |        |
| 2005    | Светско првенство            | Хелсинки, Финска                | 4       | 100 м препоне | 12,82    |        |
| 2005    | Светско атлетско финале      | Монте Карло, Монако             | 8       | 100 м препоне |          |        |
| 2006    | Светско првенство у дворани  | Москва, Русија                  | 5       | 60 м препоне  | 7,93     |        |
| 2006    | Европско првенство           | Гетеборг, Шведска               |         | 100 м препоне | 12,72    |        |
| 2006    | Светско атлетско финале      | Штутгарт, Немачка               | 8       | 100 м препоне |          |        |
| 2007    | Европско првенство у дворани | Бирмингам, Уједињено Краљевство |         | 60 м препоне  | 7,97     |        |

## Немачко првенство
Кисртен Болм је 10 пута била птвак Немачке:
- 100 метара препоне: 2000, 2001, 2002, 2004, 2005, 2006
- 60 метара препоне (дворана): 2002, 2005, 2006, 2007

## Лични рекорди[1]
|              | Дисциплина    | Резултат | Место            | Датум            |
| ------------ | ------------- | -------- | ---------------- | ---------------- |
| на отвореном | 100 м препоне | 12,59    | Лондон           | 22. јул 2005.    |
| на отвореном | Скок удаљ     | 6,45     | Прово            | 2. април 2000.   |
| у дворани    | 60 м          | 7,41     | Зинделфинген     | 19. јануар 2002. |
| у дворани    | 200 м         | 24,32    | Колорадо Спрингс | 23. јануар 1999. |
| у дворани    | 60 м препоне  | 7,89     | Глазгов          | 9. март 2002.    |
| у дворани    | Скок удаљ     | 6,50     | Фејетвил         | 10. март 2000.   |